# V zajetí démonů 2
V zajetí démonů 2 (v anglickém originále The Conjuring 2) je americký filmový horor z roku 2016, sequel filmu V zajetí démonů z roku 2013. Režie se opět ujal James Wan a scénáře Chad a Carey W. Hayesovi, James Wan a David Leslie Johnson. Hlavní role hrají Vera Farmiga, Patrick Wilson, Frances O'Connor, Madison Wolfe, Simon McBurney a Franka Potente.
Film byl oficiálně uveden do kin 10. června 2016. Získal obecně pozitivní kritiku a vydělal přes 320 milionů dolarů.

## Obsazení
| Vera Farmiga        | Lorraine Warren       |
| Patrick Wilson      | Ed Warren             |
| Madison Wolfe       | Janet Hodgson         |
| Frances O'Connor    | Peggy Hodgson         |
| Lauren Esposito     | Margaret Hodgson      |
| Benjamin Haigh      | Billy Hodgson         |
| Patrick McAuley     | Johnny Hodgson        |
| Simon McBurney      | Maurice Grosse        |
| Franka Potente      | Anita Gregory         |
| Maria Doyle Kennedy | Peggy Nottingham      |
| Simon Delaney       | Vic Nottingham        |
| Shannon Kook        | Drew Thomas           |
| Sterling Jerins     | Judy Warren           |
| Abhi Sinha          | Harry Whitmark        |
| Bob Adrian          | Bill Witkins          |
| Robin Atkin Downes  | Bill Witkins, hlas    |
| Bonnie Aarons       | Valak / Démon         |
| Joseph Bishara      | Valak, pravá forma    |
| Javier Botet        | Crooked Man           |
| Steve Coulter       | otec Gordon           |
| Chris Royds         | Graham Morris         |
| Kent Allen          | Daniel Wolfe          |
| Annie Young         |                       |
| Elliot Joseph       | Joseph                |
| Debora Weston       | moderátorka talk show |
| Emily Tasker        | Emily                 |
| Kate Cook           | Paní More             |
| Thomas Harrison     | Peter                 |

## Produkce
Po premiéře filmu V zajetí démonů se hned mluvilo o výrobě sequelu. Natáčení začalo 21. září 2015 v Los Angeles. V listopadu se produkce přesunula do Londýna. Produkce trvala 50 dní, kdy 40 dní se natáčelo v LA a 10 dní v Londýně.

## Přijetí
V zajetí démonů se stal velice výnosným filmem, i přes to že ve Spojených státech a Kanadě vydělala méně než jeho předchůdce, mezinárodně film vydělal o 0,5% více. Film vydělal přes 102 milionů dolarů v Severní Americe a přes 217 milionů dolarů v ostatních oblastech, celkově tak vydělal 320,2 milionů dolarů po celém světě. Rozpočet filmu činil 40 milionů dolarů. Za první víkend docílil nejvyšší návštěvnosti, kdy vydělal 40,4 milionů dolarů.